# Dufourea echinocacti
Dufourea echinocacti là một loài Hymenoptera trong họ Halictidae. Loài này được Timberlake mô tả khoa học năm 1939.